# Ludovica Dalia
Ludovica Dalia (Roma, 25 settembre 1984) è una pallavolista italiana.
Gioca nel ruolo di palleggiatrice nella VolAlto Caserta.

## Biografia
La carriera pallavolistica di Ludovica Dalia inizia nella stagione 1999-00, in Serie B1, nel Volley Ball Club Frascati. Nella stagione successiva si trasferisce tra le file della Fortitudo Città di Rieti, squadre nella quale resta per sei stagioni conquistando ben due promozioni dalla Serie C alla Serie B1.
Nella stagione 2006-07 viene acquistata dal Castellana Grotte in Serie A2, ottenendo la promozione in Serie A1 nella stagione 2007-08: nell'annata 2008-09 disputa, con la stessa squadra, per la prima volta la massima divisione del campionato italiano.
Per il campionato 2010-11 veste la maglia dalla Robur Tiboni Urbino Volley, con la quale vince la Coppa CEV, mentre in quello successivo passa al Parma Volley Girls.
Nella stazione 2012-13 gioca nel Crema Volley: tuttavia a seguito dei problemi finanziari della società, a metà annata, viene ceduta al Cuatto Volley Giaveno.
Nella stagione campionato 2013-14 passa al Promoball Volleyball Flero insieme ad altre sue compagne di squadra del ritirato Crema Volley in serie cadetta, con ottiene la promozione in massima serie, dove gioca a partire dalla stagione successiva vestendo la stessa maglia.
Il 23 gennaio 2017 ha conseguito la laurea in ingegneria gestionale presso l'università "La Sapienza" di Roma.
Per l'annata 2017-18 si accasa al Cuneo Granda, neopromossa in Serie A2, mentre in quella successiva è alla VolAlto Caserta, nella stessa categoria.

## Palmarès

### Club
- Coppa CEV: 1
- 2010-11